# Campeonato Argentino Juvenil 1978
El Campeonato Argentino Juvenil de 1978 fue la séptima edición del torneo para seleccionados juveniles de las uniones regionales afiliadas a la Unión Argentina de Rugby. Se llevó a cabo entre el 15 y 30 de julio de 1978.
La Unión de Rugby de Mar del Plata organizó por primera vez las fases finales del campeonato juvenil, habiendo hospedado anteriormente las etapas definitorias de dos Campeonatos Argentinos de Mayores (1970 y 1974).
Buenos Aires ganó el torneo por sexto año consecutivo luego de vencer en la final a la Unión de Rugby de Cuyo 72-0.

## Equipos participantes
Participaron de esta edición quince equipos: catorce uniones provinciales y la Unión Argentina de Rugby, representada por el equipo de Buenos Aires. 
| Equipo        | Unión                                                |
| ------------- | ---------------------------------------------------- |
| Alto Valle    | Unión de Rugby del Alto Valle de Río Negro y Neuquén |
| Buenos Aires  | Unión Argentina de Rugby                             |
| Chubut        | Unión de Rugby del Valle del Chubut                  |
| Córdoba       | Unión Cordobesa de Rugby                             |
| Cuyo          | Unión de Rugby de Cuyo                               |
| Jujuy         | Unión Jujeña de Rugby                                |
| Mar del Plata | Unión de Rugby de Mar del Plata                      |
| Nordeste      | Unión de Rugby del Nordeste                          |
| Rosario       | Unión de Rugby de Rosario                            |
| Salta         | Unión de Rugby de Salta                              |
| San Juan      | Unión Sanjuanina de Rugby                            |
| Santa Fe      | Unión Santafesina de Rugby                           |
| Sur           | Unión de Rugby del Sur                               |
| Tandil        | Unión Tandilense de Rugby                            |
| Tucumán       | Unión de Rugby de Tucumán                            |

La Unión de Rugby Austral no participó del torneo debido a la suspensión de su afiliación a la Unión Argentina de Rugby, producto de su ausencia en el Campeonato Argentino de Mayores de 1977 y en reuniones correspondiente a la Comisión de Uniones de la misma temporada.

## Primera fase

### Zona 1
La Unión de Rugby del Valle del Chubut fue subsede de la Zona 1.
|  | Semifinales | Semifinales | Semifinales |        |     | Final       | Final       | Final       |  |
|  | 15 de julio | 15 de julio | 15 de julio |        |     | 16 de julio | 16 de julio | 16 de julio |  |
|  |             |             |             |        |     |             |             |             |  |
|  |             |             |             |        |     |             |             |             |  |
|  | Alto Valle  | Alto Valle  | 9           |        |     |             |             |             |  |
|  | Alto Valle  | Alto Valle  | 9           |        |     |             |             |             |  |
|  | Sur         | Sur         | 13          |        |     |             |             |             |  |
|  | Sur         | Sur         | 13          |        | Sur | Sur         | 14          |             |  |
|  |             |             |             |        | Sur | Sur         | 14          |             |  |
|  |             |             | Chubut      | Chubut | 13  |             |             |             |  |
|  |             |             | Chubut      | Chubut | 13  |             |             |             |  |
|  |             |             |             |        |     |             |             |             |  |
|  |             |             |             |        |     |             |             |             |  |
|  |             |             |             |        |     |             |             |             |  |
|  |             |             |             |        |     |             |             |             |  |

### Zona 2
La Unión Tandilense de Rugby fue subsede de la Zona 2.
|  | Semifinales  | Semifinales  | Semifinales |         |              | Final        | Final       | Final       |  |
|  | 15 de julio  | 15 de julio  | 15 de julio |         |              | 16 de julio  | 16 de julio | 16 de julio |  |
|  |              |              |             |         |              |              |             |             |  |
|  |              |              |             |         |              |              |             |             |  |
|  | Tandil       | Tandil       | 3           |         |              |              |             |             |  |
|  | Tandil       | Tandil       | 3           |         |              |              |             |             |  |
|  | Buenos Aires | Buenos Aires | 97          |         |              |              |             |             |  |
|  | Buenos Aires | Buenos Aires | 97          |         | Buenos Aires | Buenos Aires | 16          |             |  |
|  |              |              |             |         | Buenos Aires | Buenos Aires | 16          |             |  |
|  |              |              | Rosario     | Rosario | 3            |              |             |             |  |
|  |              |              | Rosario     | Rosario | 3            |              |             |             |  |
|  |              |              |             |         |              |              |             |             |  |
|  |              |              |             |         |              |              |             |             |  |
|  |              |              |             |         |              |              |             |             |  |
|  |              |              |             |         |              |              |             |             |  |

### Zona 3
La Unión de Rugby de Tucumán fue subsede de la Zona 3.
|  | Semifinales | Semifinales | Semifinales |         |         | Final       | Final       | Final       |  |
|  | 15 de julio | 15 de julio | 15 de julio |         |         | 16 de julio | 16 de julio | 16 de julio |  |
|  |             |             |             |         |         |             |             |             |  |
|  |             |             |             |         |         |             |             |             |  |
|  | Tucumán     | Tucumán     | 111         |         |         |             |             |             |  |
|  | Tucumán     | Tucumán     | 111         |         |         |             |             |             |  |
|  | Jujuy       | Jujuy       | 0           |         |         |             |             |             |  |
|  | Jujuy       | Jujuy       | 0           |         | Tucumán | Tucumán     | 15          |             |  |
|  |             |             |             |         | Tucumán | Tucumán     | 15          |             |  |
|  |             |             | Córdoba     | Córdoba | 7       |             |             |             |  |
|  | Córdoba     | Córdoba     | Córdoba     | Córdoba | 7       | 50          |             |             |  |
|  | Córdoba     | Córdoba     |             |         |         | 50          |             |             |  |
|  | Salta       | Salta       | 15          |         |         |             |             |             |  |
|  | Salta       | Salta       | 15          |         |         |             |             |             |  |
|  |             |             |             |         |         |             |             |             |  |

### Zona 4
La Unión de Rugby de Cuyo fue subsede de la Zona 4.
|  | Semifinales | Semifinales | Semifinales |          |   | Final       | Final       | Final       |  |
|  | 15 de julio | 15 de julio | 15 de julio |          |   | 16 de julio | 16 de julio | 16 de julio |  |
|  |             |             |             |          |   |             |             |             |  |
|  |             |             |             |          |   |             |             |             |  |
|  | Cuyo        | Cuyo        | 29          |          |   |             |             |             |  |
|  | Cuyo        | Cuyo        | 29          |          |   |             |             |             |  |
|  | Nordeste    |             |             |          |   |             |             |             |  |
|  |             | Cuyo        | Cuyo        | 41       |   |             |             |             |  |
|  |             |             |             | 41       |   |             |             |             |  |
|  |             |             | Santa Fe    | Santa Fe | 3 |             |             |             |  |
|  | San Juan    | San Juan    | Santa Fe    | Santa Fe | 3 | 7           |             |             |  |
|  | San Juan    | San Juan    |             |          |   | 7           |             |             |  |
|  | Santa Fe    | Santa Fe    | 34          |          |   |             |             |             |  |
|  | Santa Fe    | Santa Fe    | 34          |          |   |             |             |             |  |
|  |             |             |             |          |   |             |             |             |  |

## Cuartos de final
El encuentro interzonal clasificatorio para las semifinales del torneo se disputó entre la Unión de Rugby del Sur y Buenos Aires (UAR), ganadoras de las zonas 1 y 2. Los primeros actuaron como locales.
| 22 o 23 de julio | Sur | 0 - 37 | Buenos Aires |  |  |

## Fase final
La Unión de Rugby de Mar del Plata clasificó directamente a semifinales por ser sede las fases finales.
|  | Semifinales   | Semifinales   | Semifinales |      |              | Final         | Final         | Final        |  |
|  | 29 de julio   | 29 de julio   | 29 de julio |      |              | 30 de julio   | 30 de julio   | 30 de julio  |  |
|  |               |               |             |      |              |               |               |              |  |
|  |               |               |             |      |              |               |               |              |  |
|  | Buenos Aires  | Buenos Aires  | 38          |      |              |               |               |              |  |
|  | Buenos Aires  | Buenos Aires  | 38          |      |              |               |               |              |  |
|  | Tucumán       | Tucumán       | 12          |      |              |               |               |              |  |
|  | Tucumán       | Tucumán       | 12          |      | Buenos Aires | Buenos Aires  | 72            |              |  |
|  |               |               |             |      | Buenos Aires | Buenos Aires  | 72            |              |  |
|  |               |               | Cuyo        | Cuyo | 0            |               |               |              |  |
|  | Cuyo          | Cuyo          | Cuyo        | Cuyo | 0            | 22            |               |              |  |
|  | Cuyo          | Cuyo          |             |      |              | 22            |               |              |  |
|  | Mar del Plata | Mar del Plata | 4           |      |              | Tercer lugar  | Tercer lugar  | Tercer lugar |  |
|  | Mar del Plata | Mar del Plata | 4           |      |              | Tercer lugar  | Tercer lugar  | Tercer lugar |  |
|  |               |               |             |      |              |               |               |              |  |
|  |               |               |             |      |              | Tucumán       | Tucumán       | 20           |  |
|  |               |               |             |      |              | Tucumán       | Tucumán       | 20           |  |
|  |               |               |             |      |              | Mar del Plata | Mar del Plata | 15           |  |
|  |               |               |             |      |              | Mar del Plata | Mar del Plata | 15           |  |
|  |               |               |             |      |              |               |               |              |  |

|                      |
| Buenos Aires Campeón |
| Sexto título         |